# Gare de Montgat Nord
La gare de Montgat Nord catalan : estació de Montgat Nord, anciennement Montsolís, est une gare ferroviaire de la ligne de Barcelone à Maçanet-Massanes. Elle est située sur le territoire de la commune de Montgat, dans la comarque du Maresme, dans la Communauté autonome de Catalogne, en Espagne.
Gare de l'Administrador de infraestructuras ferroviarias (ADIF), elle est desservie par trains de la ligne R1 des Rodalies de Barcelone, opérés par la Renfe Operadora.

## Histoire
La ligne de chemin de fer Barcelone - Mataró est entré en service le 28 octobre 1848, ce fut la première ligne de chemin de fer de la péninsule ibérique. 
À Barcelone, le terminal est construit entre la Barceloneta et la Citadelle, près d'El Torín (ca), au début de l'avenue du Cimetière, qui sera ultérieurement remplacée par la gare de les Rodalies (ca). Miquel Biada i Bunyol a été chargé de la construction de l’initiative ferroviaire afin de concrétiser les multiples relations commerciales nouées entre Mataró et Barcelone.
Cette gare de la ligne de Mataró est construite, à une date inconnue, des années après l’arrivée du chemin de fer. En 2016, 333 000 passagers ont transité en gare de Montgat Nord.